# SG Volkspolizei Potsdam
Dernière mise à jour : 28 février 2011.
Le SG Volkspolizei Potsdam fut un club sportif allemand localisé dans la ville de Potsdam, dans le Brandebourg. Il n’exista que de 1948 à 1952.

## Histoire
Le SG Volkspolizei Potsdam fut créé en 1948. Sa section football n’exista que jusqu’en 1952.
Le SG VP Potsdam fut un des fondateurs de la DDR-Liga. Lors de la saison inaugurale, il termina à égalité de points avec le BSG Anker Wismar. Ensuite, il perdit (1-2) le « test-match » les départageant.
En vue de la saison suivante, la majorité des joueurs furent transférés vers le SG Volkspolizei Dresden. Le SG VP Potsdam se contenta alors d’une modeste 7e place. À la suite de cela, le club fut dissous et « déménagé » vers Berlin-Est, où il évolua sous le nom de SG Dynamo Berlin lors de la saison 1952-1953.
Après le transfert du SG Dynamo Dresden vers Berlin-Est (en 1953-1954), cette équipe devint le SG Dynamo Berlin-Mitte.  À partir de 1957, l'équipe réserve du SC Dynamo Berlin fusionna avec le SG Dynamo Berlin-Mitte pour former le SG Dynamo Hohenschönhausen.
La localité de Potsdam attendit 1961 et la création du SC Potsdam pour retrouver une formation de football.

## Palmarès
- Vice-champion de la DDR-Liga Groupe Nord:1951.

## Localisation

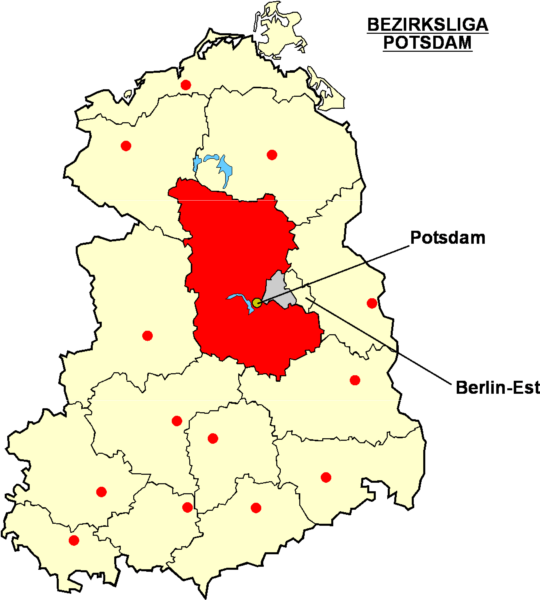
Localisation de Potsdam dans la Bezirksliga Potsdam

## Joueur connu
- Günter Schröter

## Sources et Liens externes
- Hardy Grüne (2001): Vereinslexikon. Enzyklopädie des deutschen Ligafußballs. Band 7. Kassel: AGON Sportverlag, S. 32.  (ISBN 3-89784-147-9).
- Hanns Leske (2007): Enzyklopädie des DDR-Fußballs. Verlag Die Werkstatt, S. 171  (ISBN 978-3-89533-556-3).
- Archives des ligues allemandes depuis 1903
- Base de données du football allemand
- Site de la Fédération allemande de football